# Commissie van Venetië
De Europese Commissie voor Democratie door Recht, ook Commissie van Venetië genoemd, is een adviesorgaan van de Raad van Europa. Ze is gericht op het uitdragen van de geest van het constitutioneel recht van de Europese Unie en om advies te bieden op dit domein aan elke staat die zijn wetten en politieke instellingen wil hervormen. Viermaal per jaar komt de Commissie samen in Venetië, Italië.

## Geschiedenis
Na het uiteenvallen van de Sovjet-Unie in 1989 begon voor de landen in Oost-Europa de overgang naar een democratisch staatsbestel meteen. In mei 1990 werd de Commissie van Venetië opgericht, onder de vorm van een deelakkoord dat werd ondertekend door 18 lidstaten van de Raad van Europa. Dit orgaan had als doel deze landen assistentie te bieden bij het ontwerpen van hun nieuwe grondwet naar West-Europees model en de overgang naar de democratie te begeleiden.
Toen de dringendheid van het nieuwe orgaan eenmaal voorbij was, werd de Commissie van Venetië omgevormd tot een denktank over het staatsrecht en de bevordering van het constitutioneel patrimonium van Europa. Sinds 1993 verschijnen driemaal jaarlijks alle jurisprudenties die aan haar werden voorgelegd door de lidstaten in het Bulletin van constitutionele jurisprudentie.
In februari 2002 werd het deelakkoord, verbonden met de Raad van Europa, uitgebreid zodat niet-Europese landen lid konden worden van de organisatie.

## Bezigheden
De Commissie van Venetië is actief in vier domeinen:
- constitutionele assistentie;[1]
- verkiezingen en referenda;[2]
- de samenwerking met Grondwettelijke Hoven;[3]
- het opstellen van studies, rapporten en transnationale seminaries over het staatsrecht.[4]

### Grondwettelijke assistentie
De Commissie van Venetië houdt zich hoofdzakelijk bezig met grondwetsontwerpen en constitutionele amendementen, maar ook met para-constitutionele wetgeving zoals verkiezings- en minderhedenwetgeving. De vraag naar een advies gaat uit van de deelnemende landen en de organen van de Raad van Europa. Het oordeel van de Commissie van Venetië is niet bindend, maar wordt over het algemeen wel opgevolgd.
De landen die hiervan gebruik hebben gemaakt zijn:
- Zuid-Afrika, voor hulp bij het opstellen van de grondwet in 1996 ;
- Albanië, bij de overgang naar democratie sinds 1991 ;
- België, voor advies over het conventiekader ter bescherming van nationale minderheden, op vraag van het Belgisch parlement ;
- Bosnië en Herzegovina, ontwikkeling en interpretatie van het grondwettelijk recht na het etnisch conflict ;
- Georgië, voor onderzoek van een wetsvoorstel voor het wijzigen van de grondwet, op vraag van de voorzitter van het Georgisch parlement ;
- Luxemburg, voor onderzoek van een wetsvoorstel uit 2002, op vraag van de Luxemburgse eerste minister ;
- Roemenië, voor onderzoek van de Hongaarse statuswet, op vraag van premier Adrian Năstase ;
- Moldavië, voor onderzoek en raad over de kwestie Transnistrië ;
- Rusland, voor onderzoek van de grondwet met oog op toetreding tot de Raad van Europa ;
- Oekraïne, voor onderzoek van de grondwet met oog op toetreding tot de Raad van Europa.

### Verkiezingen en referenda
Aangezien het houden van vrije en transparante verkiezingen de basis is van het democratisch politiek systeem, heeft de Commissie daarvoor samengewerkt met onder meer Albanië, Moldavië en nog andere landen. In Albanië bijvoorbeeld werkte de Commissie ook mee aan de opstelling van de kieswet.
Ook heeft de Commissie van Venetië een code voor goed verloop van het verkiezingsproces en organiseert ze vormingsseminaries in het kader van haar electorale dienstverlening. Een database, Vota genoemd, werd opgericht met als doel het centraliseren van de kieswetgevingen van de lidstaten van de Raad van Europa en tevens van de andere lidstaten van de Commissie van Venetië.

### Samenwerking met grondwettelijke hoven
Sinds 1992 worden de verschillende grondwettelijke hoven verbonden met de Commissie van Venetië met elkaar in contact gebracht ter uitwisseling van ideeën en informatie. Hiervan wordt sinds januari 1993 driemaal per jaar een verslag uitgegeven in het Bulletin van constitutionele jurisprudentie evenals in de CODICES-database, die naast het Bulletin ook de integrale teksten van constitutionele rechtspraak bevat. Deze teksten zijn vooral in het Engels en Frans, maar ook in 24 andere talen.

### Studies, rapporten en seminaries
« UniDem » seminaries worden georganiseerd met oog op het samenstellen van denktanken of voorstellingen over bepaalde aspecten van het staatsrecht. In 2001 werd de « Unidem campus » geopend met als doel het opleiden van ambtenaren uit de Oost-Europese landen.

## Leden
Er zijn 50 lidstaten, 1 geassocieerd lid, 8 observerende landen en 2 leden met een speciaal statuut.

### Lidstaten
| - Albanië - Andorra - Armenië - Azerbeidzjan - België - Bosnië en Herzegovina - Bulgarije - Chili - Cyprus - Duitsland - Denemarken - Estland - Finland - Frankrijk - Georgië - Griekenland - Hongarije | - Ierland - IJsland - Italië - Kirgizië - Kroatië - Letland - Liechtenstein - Litouwen - Luxemburg - Malta - Moldavië - Monaco - Montenegro - Noord-Macedonië - Noorwegen - Nederland - Oekraïne | - Oostenrijk - Polen - Portugal - Roemenië - Verenigd Koninkrijk - Rusland - San Marino - Servië - Slovenië - Slowakije - Spanje - Tsjechië - Turkije - Zuid-Korea - Zweden - Zwitserland |

### Geassocieerde staten
- Wit-Rusland

### Observerende staten
| - Canada - Verenigde Staten van Amerika - Israël | - Vaticaanstad - Japan - Kazachstan | - Mexico - Uruguay |

### Speciaal statuut
- Zuid-Afrika (speciaal samenwerkingsstatuut)
- Europese Commissie